# Burbankita
La burbankita és un mineral de la classe dels carbonats que pertany i dona nom al grup de la burbankita. Rep el seu nom de Wilbur Sweet Burbank (1898–1975), geòleg del Servei Geològic dels Estats Units.

## Característiques
La burbankita és un carbonat de fórmula química (Na,Ca)₃(Sr,Ba,Ce)₃(CO₃)₅. Cristal·litza en el sistema hexagonal. La seva duresa a l'escala de Mohs és 3,5.
Segons la classificació de Nickel-Strunz, la burbankita pertany a «05.AC: Carbonats sense anions addicionals, sense H₂O: carbonats alcalins i alcalinoterris» juntament amb els següents minerals: eitelita, nyerereïta, zemkorita, bütschliïta, fairchildita, shortita, calcioburbankita, khanneshita i sanromanita.

## Formació i jaciments
Va ser descoberta l'any 1953 a la prospecció de vermiculita de Big Sandy Creek, als monts Bearpaw, dins els límits del comtat de Hill, Montana (Estats Units). Ha estat descrita a més indrets i els seus jaciments es consideren escassos.